# 1989년 남아프리카 연방 총선거
1989년 남아프리카 연방 총선거는 1989년 9월 6일 남아프리카 연방에서 실시된 총선거이다.
1990년 국내외 여론의 압박에 못이긴 F. W. 데 클레크대통령은 넬슨 만델라를 석방하고, 아프리카 국민회의를 비롯한 흑인단체를 합법화하였다.
이어 1991년 아파르트헤이트의 근간법이 폐지되었고 1992년 백인 유권자를 대상으로 한 아파르트헤이트의 찬반투표가 반대다수로 통과됨으로써 아파르트헤이트는 사형선고를 받는다.
1993년 인종평등의 원칙에 기초하여 공동 통치를 결정한 새 헌법이 제정되었고 이에 따라 1994년 최초로 보통선거가 치러지고 넬슨 만델라는 대통령에 당선된다.